# La Nouvelle Gazette

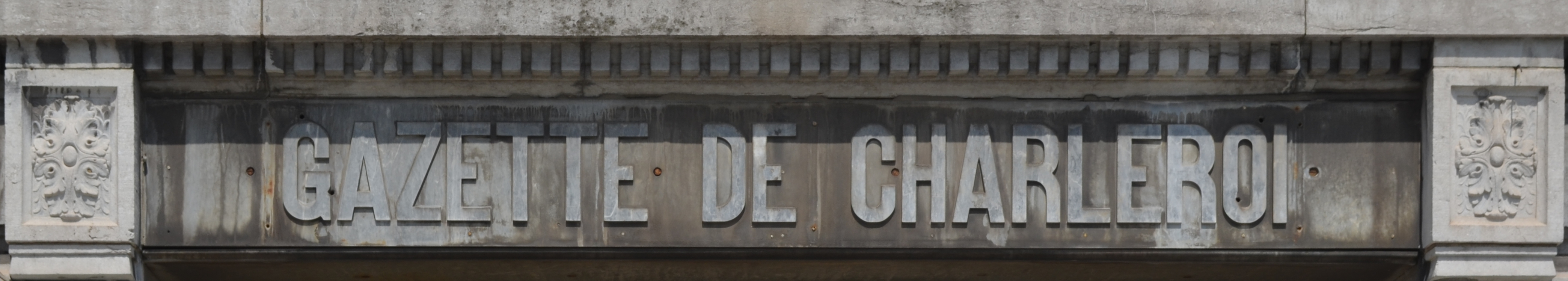
L'ancien nom au-dessus de la porte d'entrée de l'immeuble à Charleroi.

La Nouvelle Gazette est un quotidien belge francophone du groupe Sud Info. Sa première parution date du 22 avril 1878 sous le nom de La Gazette de Charleroi. C'est en 1944 que le rédacteur en chef de l'époque, René Dupriez, décide de la rebaptisée La Nouvelle Gazette.
Il existe trois éditions différentes de ce titre. Une traite de l'actualité de la région de Charleroi, la seconde de la région de l'Entre-Sambre-et-Meuse et la troisième de la région du Centre.
Mais La Nouvelle Gazette fait partie d'un groupe de presse Sudinfo, qui possède au total 5 titres: La Nouvelle Gazette, donc, La Province, Nord Eclair, La Meuse et La Capitale. 
Chaque titre est décliné en plusieurs éditions selon les grandes villes dont elles couvrent l'actualité.
Le directeur général du groupe Sudinfo est Pierre Leerschool. Le rédacteur en chef du groupe Sudinfo est Rodolphe Magis, qui a pris ses fonctions en 2024.
La rédactrice en chef actuelle de la Nouvelle Gazette de Charleroi est Aline Wuillot, en poste depuis janvier 2018.